# 菲施巴赫阿爾卑斯山脈

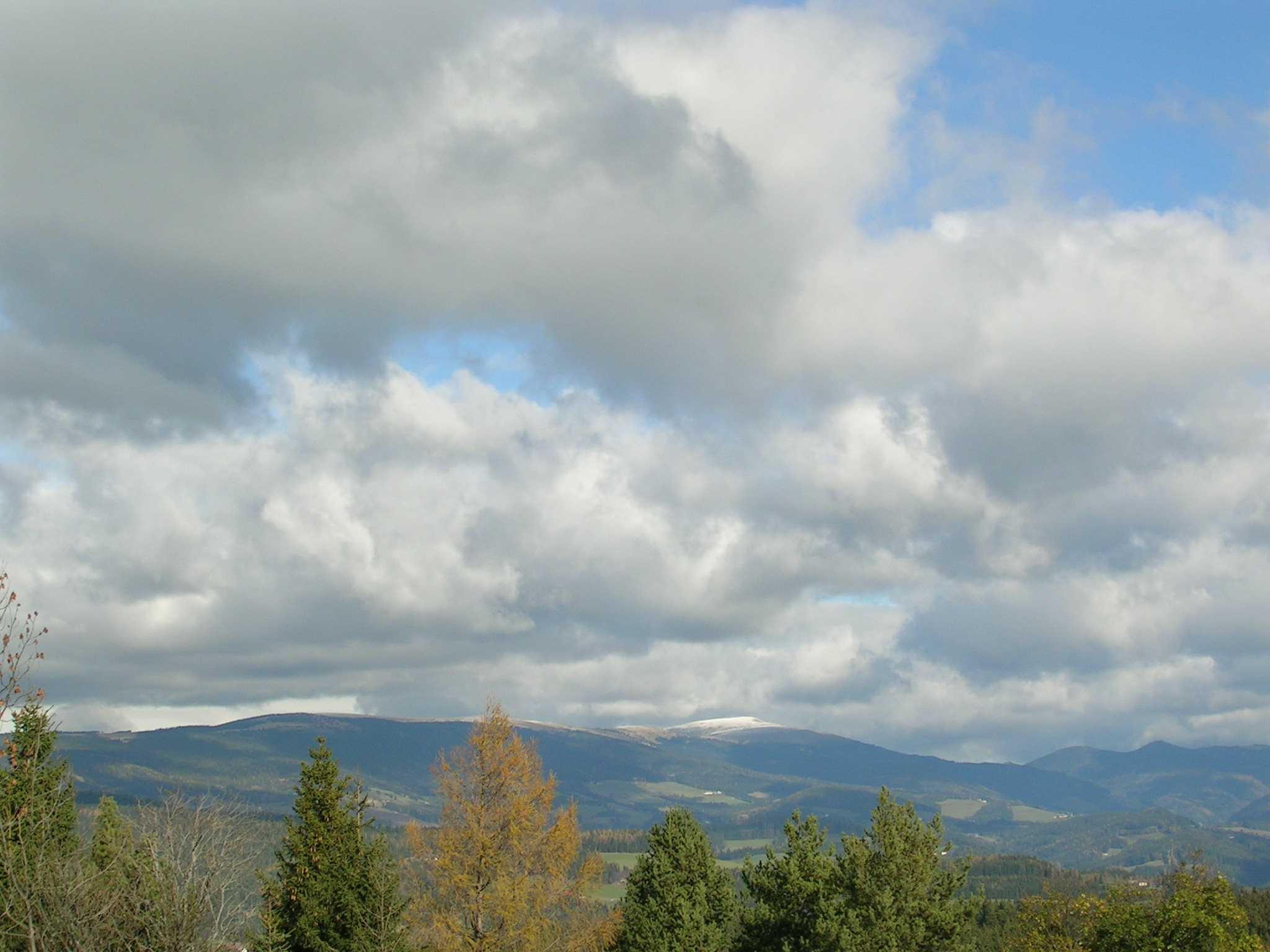

47°34′27″N 15°47′24″E / 47.57417°N 15.79000°E
菲施巴赫阿爾卑斯山脈（德語：Fischbacher Alpen），是奧地利的山脈，位於該國東部，由施泰爾馬克州負責管轄，屬於穆爾以東前阿爾卑斯山脈的一部分，最高點是海拔高度1,782米的施克赫萊克山。